# Mencshely
Mencshely là một thị trấn thuộc hạt Veszprém, Hungary. Thị trấn này có diện tích 12,61 km², dân số năm 2010 là 252 người, mật độ 20 người/km².